# حبونا
حبونا (به عربی: حبونا) یک منطقهٔ مسکونی در عربستان سعودی است که در استان نجران واقع شده‌است.